# Слепород (Глуховский городской совет)
Слепород (укр. Сліпород) — село, Глуховский городской совет, Сумская область, Украина.
Код КОАТУУ — 5910390001. Население по переписи 2001 года составляло 290 человек .

## Географическое положение
Село Слепород находится на берегу реки Ракита, которая через 3 км впадает в реку Эсмань, выше по течению на расстоянии в 1,5 км расположено село Полошки, ниже по течению на расстоянии в 2 км расположен город Глухов.